# Pietro Diana (cardinale)
Pietro Diana (Piacenza, ... – Roma, 1208) è stato un cardinale italiano.

## Biografia
Preposito della collegiata di Sant'Antonino a Piacenza, papa Lucio III lo creò cardinale diacono di San Nicola in Carcere nel concistoro del 6 marzo 1185.
Nel 1188 fu posto da papa Clemente III nell'ordine dei cardinali-presbiteri con il titolo di Santa Cecilia.
Fu legato papale in Lombardia sotto Clemente III, che gli affidò l'incarico di mediatore tra i comuni in guerra tra loro, in Sicilia sotto Celestino III e sotto Innocenzo III in Germania, dove predicò la crociata.

## Conclavi
Durante il periodo del suo cardinalato Pietro Diana partecipò ai cinque conclavi che vi ebbero luogo:
- conclave del 1185, che elesse papa Urbano III
- conclave dell'ottobre 1187, che elesse papa Gregorio VIII
- conclave del dicembre 1187, che elesse papa Clemente III
- conclave del 1191, che elesse papa Celestino III
- conclave del 1198, che elesse papa Innocenzo III